# Kabeltreinramp in Kaprun

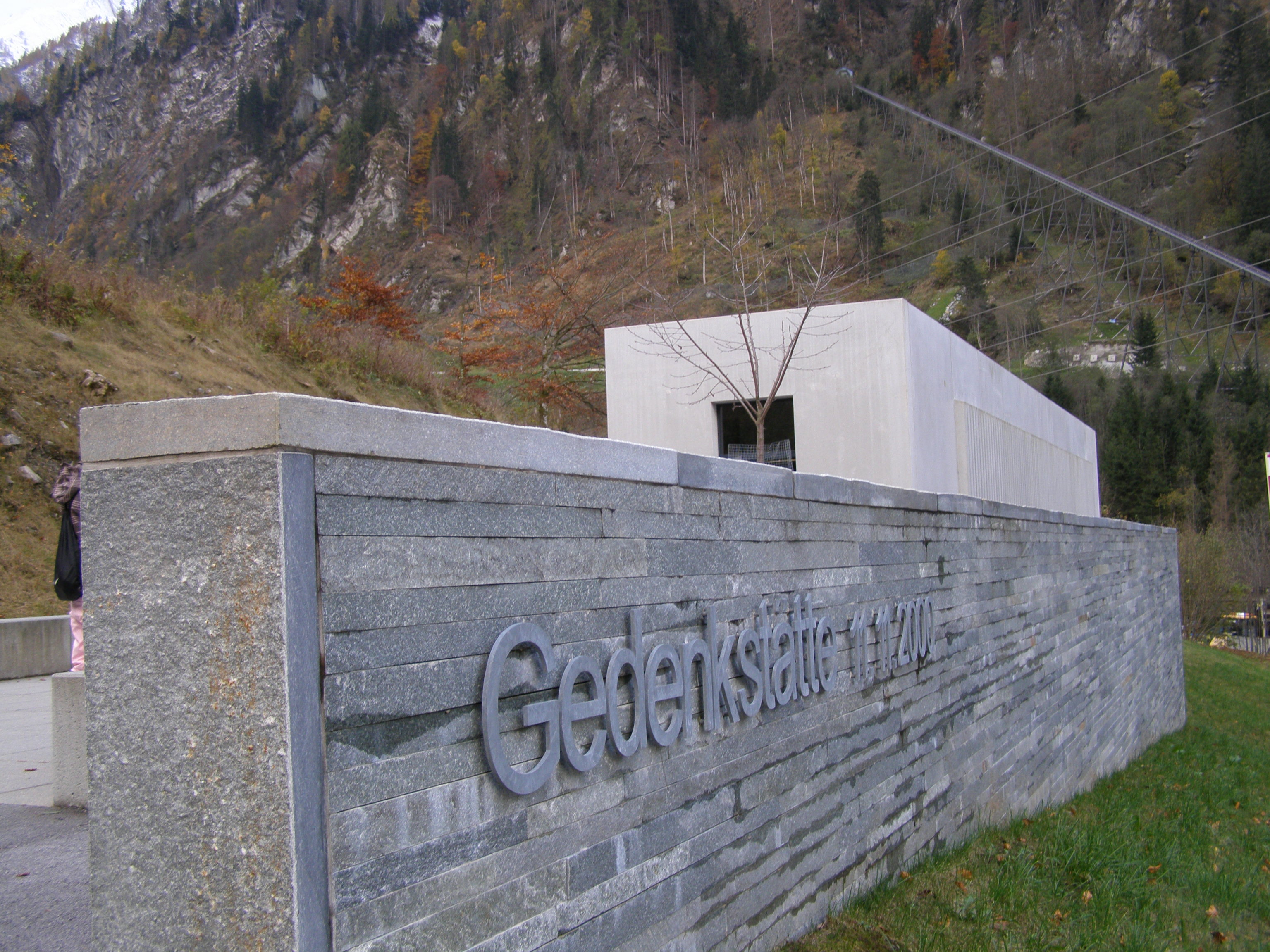
Monument met op de achtergrond de spoorbaan en de tunnel

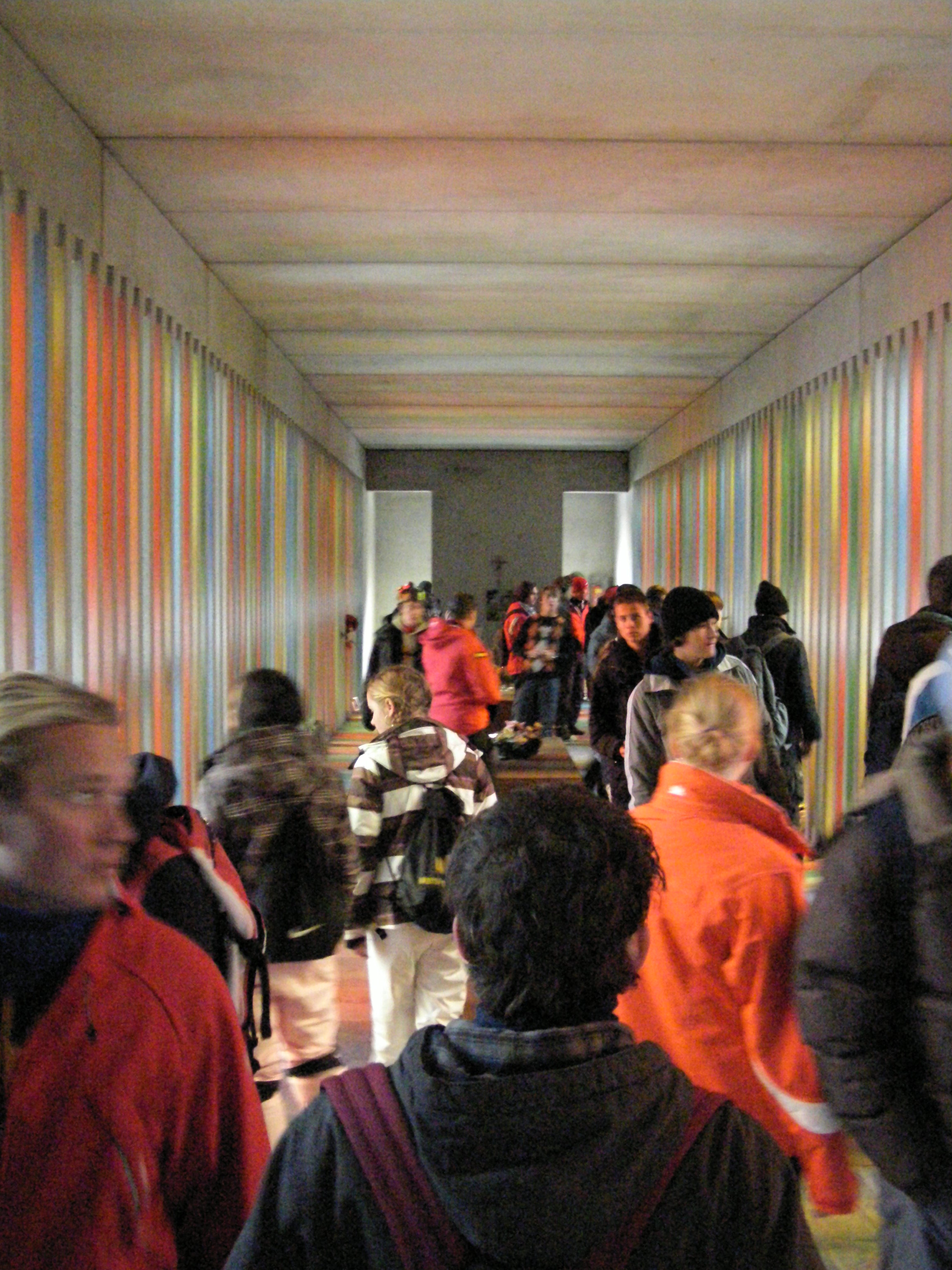
Binnen in het monument met links en rechts nissen voor ieder slachtoffer

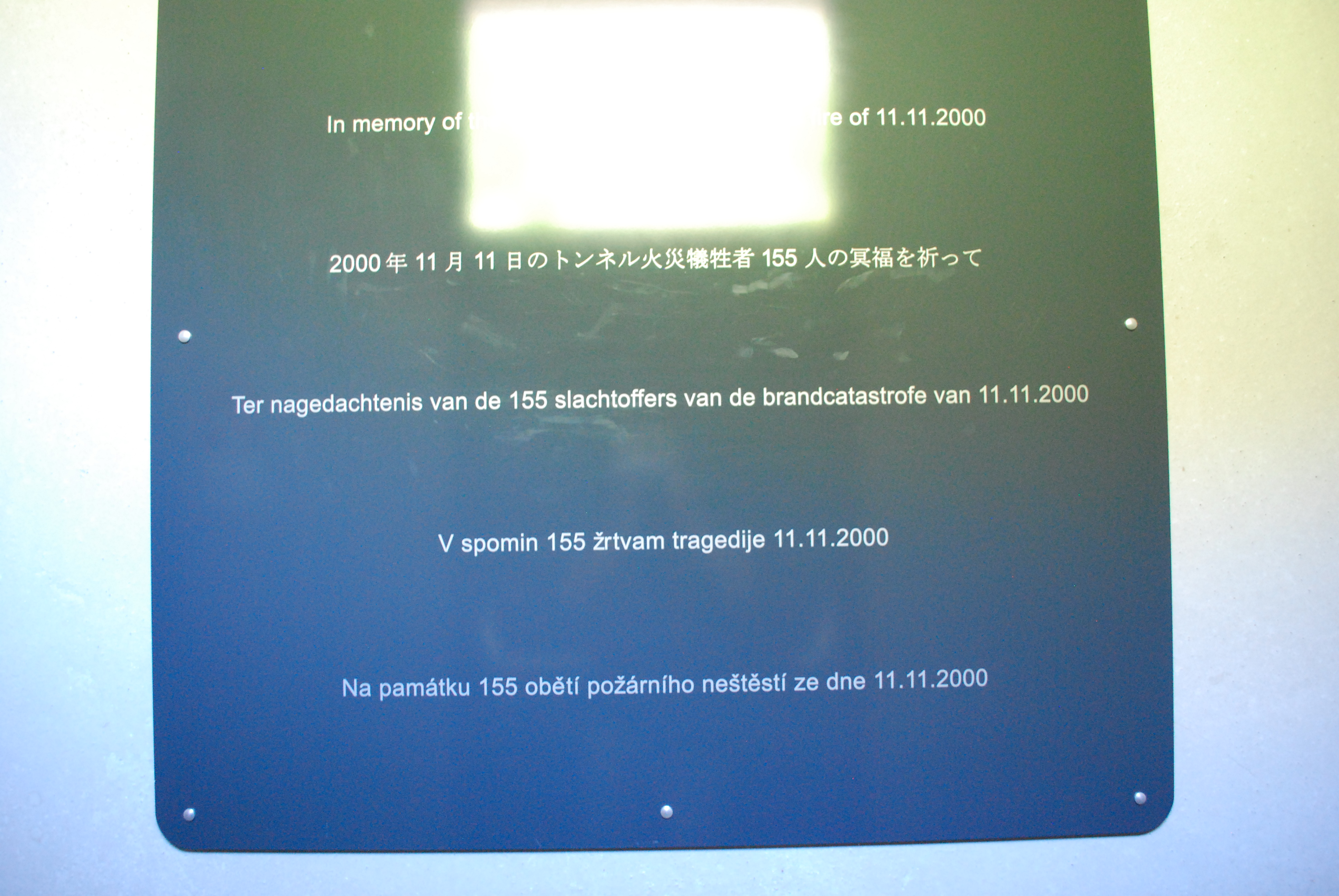
Kaprunramp-herdenkingsbord

De kabeltreinramp in Kaprun was het resultaat van een brand die plaatsvond in een rijtuig van een kabeltrein in een tunnel van de sterk hellende Gletscherbahn 2 in Kaprun (Oostenrijk) op 11 november 2000. De ramp eiste het leven van 155 personen; slechts twaalf mensen uit de brandende wagen konden levend ontkomen. De slachtoffers waren voor het merendeel skiërs op weg naar de Kitzsteinhorngletsjer.

## De trein
De Gletscherbahn 2 opende in 1974 en was een kabeltrein die Kaprun verbond met de Kitzsteinhorn. De spoorweg had een spoorwijdte van 946 millimeter en was 3900 meter lang, waarvan 3300 meter door een tunnel liep. Deze tunnel leidde naar een terminal in het hoofdreceptiecentrum, Alpincenter genoemd. Er waren twee aparte treintjes met elk hun eigen bedding waarvan één de toeristen op de berg bracht, terwijl de ander terug naar het dal reed. Elk treintje had een capaciteit van 180 passagiers. 

## De ramp
In de ochtend van 11 november 2000 stapten  ruim 160 passagiers de kabeltrein in voor een rit naar boven. Nadat het treintje in de tunnel verdween, kort na negen uur, vatte de elektrische verwarming in de onderste, onbemande, bestuurscabine vlam door een constructiefout. Het vuur smolt door de plastic pijpen met brandbare hydraulische vloeistof van het remsysteem. Het verlies aan remvloeistof zorgde ervoor dat de trein plots stopte (volgens het standaard veiligheidssysteem). De treinbegeleider, die zich in de bovenste bestuurscabine bevond, realiseerde zich al snel dat er brand was uitgebroken, rapporteerde dit aan het controlecentrum en trachtte de hydraulische deuren te openen. Door het verlies aan druk weigerde het hydraulische systeem echter te werken. De treinbegeleider verloor daarop het contact met het controlecentrum doordat het vuur een elektriciteitskabel doorbrandde die door de hele tunnel liep. Hierdoor werd een volledige stroomstoring veroorzaakt.
De passagiers, die zich bewust waren van de brand maar de deuren niet konden openen, trachtten daarop het onbreekbare plexiglas in de ramen in te beuken om te kunnen ontsnappen. Een aantal passagiers dat zich aan de achterkant van de trein bevond, slaagde erin een raam te breken en volgde de raad op van een vrijwillige brandweerman met twintig jaar ervaring. Zij stapten naar beneden, voorbij het vuur en de rook.
Heel wat vastzittende passagiers hadden door de giftige uitwasemingen het bewustzijn reeds verloren voordat de treinbegeleider erin slaagde de deuren open te krijgen waarna ze handmatig konden worden opengeduwd door de nog bij bewustzijn zijnde passagiers. Zij ontvluchtten de wagon en maakten vervolgens de fatale fout opwaarts de tunnel in te vluchten in plaats van neerwaarts. De tunnel werkte echter als een gigantische schoorsteen die snel zuurstof opzoog via het onderste eind en snel een giftige rook (onder andere bestaande uit de giftige stof koolstofmonoxide), een verschroeiende hitte en het vuur zelf opwaarts stuurde. Alle passagiers die te voet de tunnel beklommen, waaronder de treinbegeleider, stikten door de rook of verbrandden tot de dood erop volgde.
Drie mensen in het Alpincenter aan het bovenste uiteinde van de spoorweg werden ook vergiftigd door de dodelijke rook die uit de tunnel opsteeg. Het personeel in het Alpincenter zag de rook en vluchtte via de nooduitgang. Ze lieten deze nooddeuren openstaan waardoor het schoorsteeneffect in de tunnel versterkt werd, doordat lucht sneller kon ontsnappen, waardoor het vuur in intensiteit toenam. De bestuurder en de enige passagier die zich in de trein bevonden die naar het dal reed, stierven ook door het inademen van de rook.
De enige twaalf overlevenden van de ramp waren de passagiers van de trein die te voet naar beneden gingen, voorbij de vuurhaard, waardoor ze ontsnapten aan de giftige uitwasemingen en de rook.

## Slachtoffers en nasleep
De kabeltrein werd na de ramp gesloten en vervangen door een kabelbaan, een 24-persoons Gletscherjet 1 funitel. De stations werden verlaten en de tunnel is voor onbepaalde tijd afgesloten. Onder de slachtoffers waren:
| nationaliteit       | aantal |
| ------------------- | ------ |
| Oostenrijk          | 92     |
| Duitsland           | 37     |
| Japan               | 10     |
| Verenigde Staten    | 8      |
| Slovenië            | 4      |
| Nederland           | 2      |
| Verenigd Koninkrijk | 1      |
| Tsjechië            | 1      |
| Totaal              | 155    |

Het bekendste slachtoffer was de 19-jarige Sandra Schmitt, de Duitse wereldkampioen freestyleskiën bij de dual moguls in 1999. Zij kwam met haar ouders om.
Op 19 februari 2004 sprak rechter Manfred Seiss bij het proces over de ramp alle zestien verdachten vrij. Alle verdachten, onder wie bedrijfsverantwoordelijken, technici en overheidsinspecteurs, werden vrijgesproken van opzettelijke nalatigheid. Rechter Seiss zei dat er onvoldoende bewijs was om verantwoordelijken aan te duiden voor de omstandigheden die leidden tot de ramp.

## Monument
Ter nagedachtenis aan de slachtoffers is er een indrukwekkend monument gebouwd aan de overkant van de spoorbaan. Het monument geeft je het idee dat je in een tunnel loopt. De tunnel is voorzien van smalle nissen met gebrandschilderde ramen, één nis voor ieder slachtoffer met vermelding van naam en geboortedatum. Veel nabestaanden hebben de nissen voorzien van foto's van de slachtoffers. Aan het einde van deze 'tunnel' is een raam met uitzicht op het spoor van de kabeltrein met zicht op de tunnel.
Het spoor van de kabelbaan is inmiddels afgebroken en het zicht op de tunnel is dichtbegroeid met bomen.